# 宁德市博物馆
宁德市博物馆，与闽东畲族博物馆为一个机构两块牌子，是位于福建省宁德市蕉城区金马北路6号的一个综合性博物馆，坐落于蕉城区东侨经济技术开发区的“四大馆”中，与宁德火车站相邻。2009年，宁德市博物馆入选中华人民共和国国家三级博物馆。

## 历史

### 闽东畲族博物馆时期
宁德市博物馆的前身是宁德地区在1989年9月29日成立的闽东畲族博物馆。1984年10月，福建省批准筹建闽东畲族博物馆。1988年5月，宁德市（当时为县级市）人民政府和中共宁德市委拨款兴建闽东畲族博物馆，同年8月在宁德地区文化局大院内动工，1989年9月29日建成开馆，开始展览以宁德地区为主的畲族文物。

### 加挂宁德市博物馆时期
2005年，闽东畲族博物馆加挂“宁德市博物馆”的牌子，成为地级宁德市的综合性博物馆，翌年迁址至东侨开发区华庭路的宁德市文化中心。2008年起，宁德市博物馆免费开放，年接待规模达9万人次，2009年被评为国家三级博物馆。2022年9月29日，宁德市博物馆迁往新落成的“宁德四大馆”中。

## 展览规模

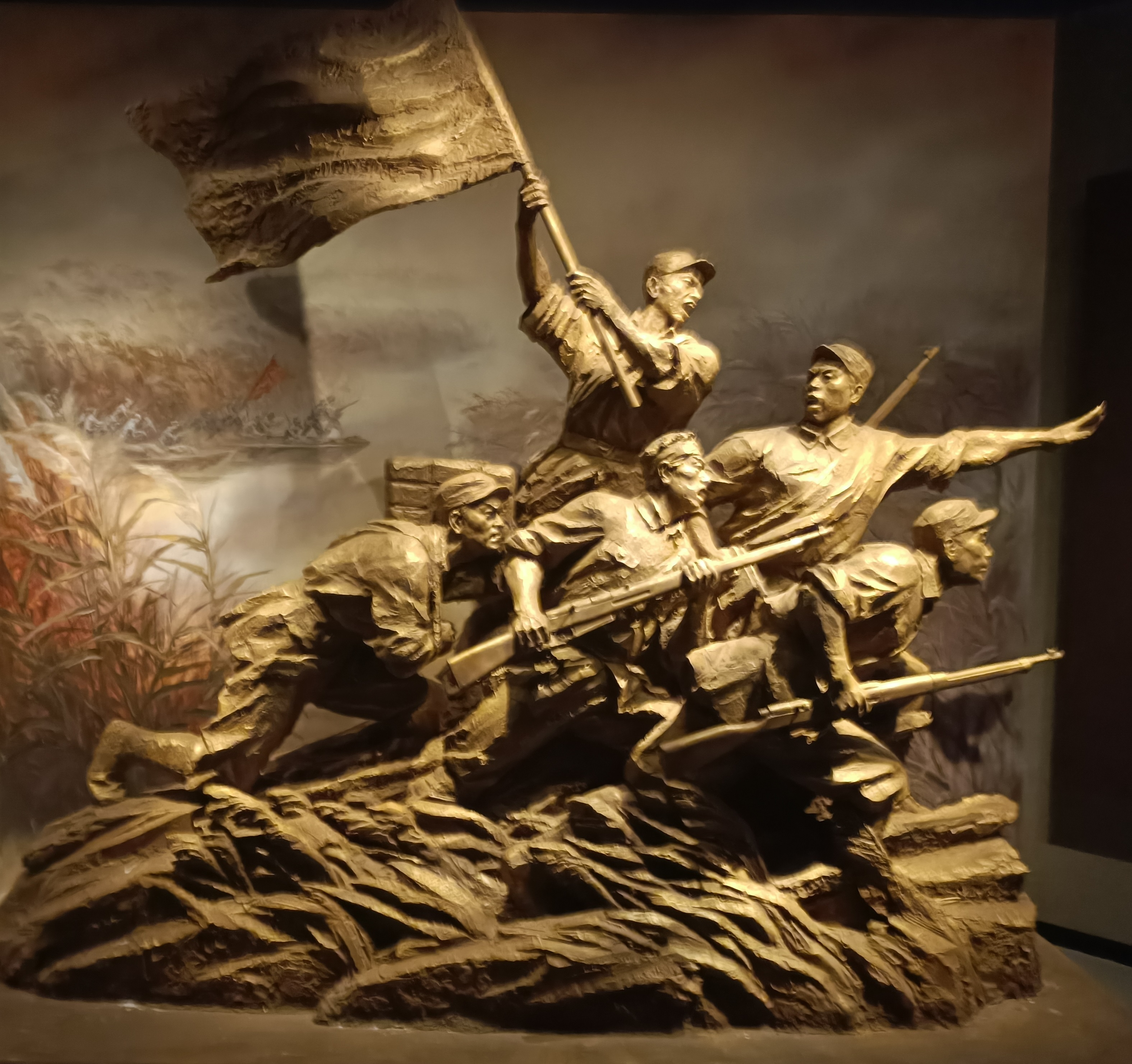
宁德市博物馆展览的闽东红军战士雕塑

在成为综合性的博物馆之前，闽东畲族博物馆主要展览和畲族有关的习俗和文物。1986年福安举行畲族歌会时，宁德地区配合该活动举办畲族民俗展，展出畲族祖图、畲族婚礼以及生活生产用品、用具和畲族祭祖等481件文物，展览的同时征集到了200多件文物，使得筹建中的博物馆藏品规模有所扩大。1990年11月，宁德地区在博物馆举行了闽东畲族民俗展览，展出包含浙江、安徽、江西、广东、福建5省的畲族文物。1995年，博物馆配合宁德地区行政公署举办了“中国闽东畲族风情旅游节”。
2006年—2022年间，宁德市博物馆迁址于东侨开发区华庭路5号，展厅面积800平方米，内藏有3,000多件文物，展出800多件，有两个主要展点，分别为“宁德历史”和“闽东畲族”。“宁德历史”模块展览了自史前時代（旧石器时代）开始至今的一系列古遗址和人文历史文物；而“闽东畲族”模块则出展宁德市境内畲族人的生活习俗与使用物品。此外，博物馆还承办了以庆祝中国共产党成立90周年、福建涉台文物保护成果、闽东古村落、宁德可移动文物普查成果和畲族风情与实貌等为主题的临时展览。
2022年博物馆迁址金马北路6号，馆舍面积扩大到7,587.7平方米，其中博物馆建筑面积5,005平方米，展厅面积1,300平方米，文物藏品数量扩大到5,000多件，并展出了其中的600余件文物，新馆以“山海交响，闽东之光”为主题，在旧馆的基础上建设四个基本陈列厅和一个临时展厅，仍以宁德历史、闽东畲族两个主题为主。新馆亦利用了VR技术和全息投影技术，以展示闽东廊桥工艺、畲族武术技艺和畲族婚礼习俗等。